# 波洛娜·多尔尼克
波洛娜·多尔尼克（1962年11月20日—），斯洛文尼亚女子篮球运动员。她曾代表南斯拉夫国家队参加1984年和1988年夏季奥林匹克运动会篮球比赛，其中1988年奥运会获得一枚银牌。